# Eleição municipal de Petrópolis em 2020
A eleição municipal da cidade brasileira de Petrópolis em 2020 ocorreu no dia 15 de novembro de 2020, como parte do conjunto de eleições municipais no Brasil que ocorreram no mesmo ano. Na ocasião, foram eleitos um prefeito, vice-prefeito e 15 vereadores para a Câmara Municipal da cidade.
A campanha eleitoral contou com a participação de 13 candidatos a prefeito. O prefeito em exercício, Bernardo Rossi, eleito em 2016 pelo MDB, concorreu a reeleição. O primeiro turno foi realizado em 15 de novembro de 2020. Como nenhum candidato recebeu a maioria dos votos no primeiro turno, os dois primeiros colocados, Rubens Bomtempo, candidato pelo PSB, e Bernardo Rossi, candidato pelo PL, avançaram para o segundo turno. Em 29 de novembro de 2020, Rubens Bomtempo venceu a disputa em segundo turno, sendo eleito com 64.907 votos (55,18% dos votos válidos), ante Bernardo Rossi, que obteve 52.727 votos (44,82%), no entanto, o indeferimento de sua candidatura pelo Tribunal Regional Eleitoral do Rio de Janeiro (TRE-RJ) o impediu de tomar posse do cargo.
Em 1 de janeiro de 2021, foi realizada a eleição da mesa diretora da Câmara Municipal da cidade, elegendo Hingo Hammes (DEM) como o presidente da casa que, automaticamente, assumiu interinamente a prefeitura. Em 14 de dezembro de 2021, o Tribunal Superior Eleitoral (TSE) acata o recurso da chapa de Bomtempo e defere sua candidatura, oficializando sua vitória no pleito e determinando sua diplomação, que aconteceria em 17 de dezembro do mesmo ano, tomando posse do cargo no dia seguinte.
Na Câmara dos Vereadores, 410 candidatos concorreram ao pleito e 15 foram eleitos. Dentre os vereadores eleitos, 3 foram reeleitos. Os partidos que conquistaram o maior número de assentos foram PSD, DC e PL, com 2 assentos cada. Yuri Moura foi o candidato mais votado, recebendo 3.742 votos (2,71% dos votos válidos). Os candidatos eleitos tomaram posse na Prefeitura de Petrópolis em 1 de janeiro de 2021 para exercerem um mandato de quatro anos.

## Pandemia de COVID-19
As eleições municipais de 2020 foram marcadas pela pandemia de COVID-19 no Brasil. O Tribunal Superior Eleitoral (TSE) autorizou os partidos a realizarem as convenções para escolha de candidatos aos escrutínios por meio de plataformas digitais de transmissão, para evitar aglomerações que possam proliferar o coronavírus.
Originalmente, as eleições ocorreriam em 4 de outubro (primeiro turno) e 25 de outubro (segundo turno, caso necessário), porém, com o agravamento da pandemia de COVID-19, as datas foram modificadas pelo Congresso Nacional para 15 de novembro e 29 de novembro.

## Candidatos à prefeitura
| Nº      | Prefeito(a)  | Prefeito(a)               | Prefeito(a)  | Prefeito(a) | Vice-prefeito(a) | Vice-prefeito(a) | Vice-prefeito(a)         | Vice-prefeito(a) | Vice-prefeito(a)                                                                             | Coligação                                                                        | Ref.  |
| Nº      | Candidato(a) | Candidato(a)              | Partido      | Cargos relevantes | Candidato(a)     | Candidato(a)     | Candidato(a)             | Partido          | Cargos relevantes                                                                            | Coligação                                                                        | Ref.  |
| ------- | ------------ | ------------------------- | ------------ | --- | ---------------- | ---------------- | ------------------------ | ---------------- | -------------------------------------------------------------------------------------------- | -------------------------------------------------------------------------------- | ----- |
| 10      |              | Matheus Quintal           | Republicanos | - Empresário |                  |                  | Débora Moravia           | Republicanos     | - Pedagoga                                                                                   | Sem coligação                                                                    | [ 8 ] |
| 12      |              | Marcos Novaes             | PDT          | - Empresário |                  |                  | Dra. Vera Antoun         | PV               | - Médica                                                                                     | Conectados Por Petrópolis PDT PV                                                 | [ 8 ] |
| 17      |              | Elias Montes              | PSL          | - Servidor Público Civil |                  |                  | Ângela Santos            | PSL              | - Servidora Pública                                                                          | Sem coligação                                                                    | [ 8 ] |
| 19      |              | Eduardo Silverio          | PODE         | - Corretor de Imóveis, Seguros, Títulos e Valores |                  |                  | Sargento Delrei          | PODE             | - Militar Reformado                                                                          | Sem coligação                                                                    | [ 8 ] |
| 20      |              | Jamil Sabrá Neto          | PSC          | - Administrador |                  |                  | Paulinho PP              | PSC              | - Agricultor                                                                                 | Resgatando a Grandeza de Petrópolis PSC PMB PSDB PTC                             | [ 8 ] |
| 22      |              | Bernardo Rossi            | PL           | - Vereador de Petrópolis (2005–2011); - Deputado estadual do Rio de Janeiro (2011–2015); - Secretário de Habitação do Rio de Janeiro (2015–2017); - Prefeito de Petrópolis (2017–2020) |                  |                  | Baninho                  | DEM              | - Vice-prefeito de Petrópolis (2017–2020); - Corretor de Imóveis, Seguros, Títulos e Valores | Cuidando de Petrópolis Com Responsabilidade PL PTB DEM MDB DC                    | [ 8 ] |
| 23      |              | Alexandre Gurgel          | Cidadania    | - Empresário |                  |                  | Dr. Jeferson Evangelista | REDE             | - Médico                                                                                     | Petrópolis Para Todos REDE Cidadania                                             | [ 8 ] |
| 28      |              | Coronel Vieira Neto       | PRTB         | - Policial Militar |                  |                  | Príncipe D. Pedro        | PRTB             | - Empresário                                                                                 | Petrópolis Direita, Em Ordem e Unida PRTB PMN                                    | [ 8 ] |
| 40      |              | Rubens Bomtempo           | PSB          | - Prefeito de Petrópolis (2001–2007; 2013–2017); - Médico |                  |                  | Paulo Mustrangi          | Solidariedade    | - Prefeito de Petrópolis (2009–2012); - Comerciante                                          | Unidos Por Petrópolis – Trabalho, Experiência e Esperança PSB Solidariedade PROS | [ 8 ] |
| 50      |              | Professor Zé Luiz         | PSOL         | - Professor de Ensino Médio |                  |                  | Vinicius Mayo            | PSOL             | - Professor de Ensino Médio                                                                  | Sem coligação                                                                    | [ 8 ] |
| 55      |              | Professor Leandro Azevedo | PSD          | - Vereador de Petrópolis (2017–2020) |                  |                  | Paulinho da Corpo e Água | PSD              | - Empresário                                                                                 | Sem coligação                                                                    | [ 8 ] |
| 65      |              | Professora Lívia Miranda  | PCdoB        | - Professora de Ensino Fundamental |                  |                  | Luciana Baur             | PT               | - Enfermeira                                                                                 | Petrópolis Para Todas e Todos PT PCdoB                                           | [ 8 ] |
| 70      |              | Ramon Mello               | Avante       | - Advogado |                  |                  | Valdemar Vasconcelos     | Avante           | - Empresário                                                                                 | Sem coligação                                                                    | [ 8 ] |
| Fontes: |              |                           |              | |                  |                  |                          |                  |                                                                                              |                                                                                  |       |

## Candidatos à vereança
A tabela a seguir apresenta o número de candidaturas em cada partido e federação, estando agrupados a partir de coligações na disputa do poder executivo. Ressalte-se que, desde a promulgação da Emenda Constitucional nº 97/2017, a coligação em eleições proporcionais não existe mais no Brasil, sendo demonstrada a coligação majoritária apenas a título de visualização agrupada.
| Coligação ao executivo                                                    | Partido ou federação | Partido ou federação | Candidatos     |
| ------------------------------------------------------------------------- | -------------------- | -------------------- | -------------- |
| Cuidando de Petrópolis Com Responsabilidade (87 candidatos)               |                      | DC                   | 23             |
| Cuidando de Petrópolis Com Responsabilidade (87 candidatos)               |                      | PL                   | 23             |
| Cuidando de Petrópolis Com Responsabilidade (87 candidatos)               |                      | MDB                  | 21             |
| Cuidando de Petrópolis Com Responsabilidade (87 candidatos)               |                      | DEM                  | 19             |
| Cuidando de Petrópolis Com Responsabilidade (87 candidatos)               |                      | PTB                  | Sem candidatos |
| Unidos Por Petrópolis – Trabalho, Experiência e Esperança (61 candidatos) |                      | PSB                  | 22             |
| Unidos Por Petrópolis – Trabalho, Experiência e Esperança (61 candidatos) |                      | PROS                 | 21             |
| Unidos Por Petrópolis – Trabalho, Experiência e Esperança (61 candidatos) |                      | Solidariedade        | 18             |
| Petrópolis Para Todos (44 candidatos)                                     |                      | Cidadania            | 22             |
| Petrópolis Para Todos (44 candidatos)                                     |                      | REDE                 | 22             |
| Resgatando a Grandeza de Petrópolis (41 candidatos)                       |                      | PSC                  | 22             |
| Resgatando a Grandeza de Petrópolis (41 candidatos)                       |                      | PSDB                 | 16             |
| Resgatando a Grandeza de Petrópolis (41 candidatos)                       |                      | PTC                  | 2              |
| Resgatando a Grandeza de Petrópolis (41 candidatos)                       |                      | PMB                  | Sem candidatos |
| Petrópolis Direita, Em Ordem e Unida (35 candidatos)                      |                      | PRTB                 | 20             |
| Petrópolis Direita, Em Ordem e Unida (35 candidatos)                      |                      | PMN                  | 15             |
| Petrópolis Para Todas e Todos (18 candidatos)                             |                      | PCdoB                | 12             |
| Petrópolis Para Todas e Todos (18 candidatos)                             |                      | PT                   | 6              |
| Conectados Por Petrópolis (8 candidatos)                                  |                      | PV                   | 5              |
| Conectados Por Petrópolis (8 candidatos)                                  |                      | PDT                  | 3              |
| Sem coligação                                                             |                      | PSD                  | 23             |
| Sem coligação                                                             |                      | Avante               | 22             |
| Sem coligação                                                             |                      | Republicanos         | 22             |
| Sem coligação                                                             |                      | PSL                  | 20             |
| Sem coligação                                                             |                      | PODE                 | 18             |
| Sem coligação                                                             |                      | PSOL                 | 6              |
| Fontes:                                                                   |                      |                      |                |

## Resultados da eleição

### Prefeito
| Candidato(a) a prefeito  | Candidato(a) a prefeito          | Candidato(a) a vice-prefeito    | Primeiro turno 15 de novembro de 2020 | Primeiro turno 15 de novembro de 2020 | Segundo turno 29 de novembro de 2020 | Segundo turno 29 de novembro de 2020 |
| Candidato(a) a prefeito  | Candidato(a) a prefeito          | Candidato(a) a vice-prefeito    | Total                                 | Percentagem                           | Total                                | Percentagem                          |
| ------------------------ | -------------------------------- | ------------------------------- | ------------------------------------- | ------------------------------------- | ------------------------------------ | ------------------------------------ |
|                          | Rubens Bomtempo (PSB)            | Paulo Mustrangi (Solidariedade) | 39.093                                | 27,37%                                | 64.907                               | 55,18%                               |
|                          | Bernardo Rossi (PL)              | Baninho (DEM)                   | 23.923                                | 16,75%                                | 52.727                               | 44,82%                               |
|                          | Professor Leandro Azevedo (PSD)  | Paulinho da Corpo E Água (PSD)  | 23.719                                | 16,61%                                | Não participou                       | Não participou                       |
|                          | Elias Montes (PSL)               | Ângela Santos (PSL)             | 16.282                                | 11,4%                                 | Não participou                       | Não participou                       |
|                          | Jamil Sabrá Neto (PSC)           | Paulinho PP (PSC)               | 7.213                                 | 5,05%                                 | Não participou                       | Não participou                       |
|                          | Alexandre Gurgel (Cidadania)     | Dr. Jeferson Evangelista (REDE) | 6.642                                 | 4,65%                                 | Não participou                       | Não participou                       |
|                          | Matheus Quintal (Republicanos)   | Débora Moravia (Republicanos)   | 5.404                                 | 3,78%                                 | Não participou                       | Não participou                       |
|                          | Coronel Vieira Neto (PRTB)       | Príncipe D. Pedro (PRTB)        | 5.404                                 | 3,78%                                 | Não participou                       | Não participou                       |
|                          | Professora Livia Miranda (PCdoB) | Luciana Baur (PT)               | 4.968                                 | 3,48%                                 | Não participou                       | Não participou                       |
|                          | Professor Zé Luiz (PSOL)         | Vinicius Mayo (PSOL)            | 3.991                                 | 2,79%                                 | Não participou                       | Não participou                       |
|                          | Ramon Mello (Avante)             | Valdemar Vasconcelos (Avante)   | 3.314                                 | 2,32%                                 | Não participou                       | Não participou                       |
|                          | Eduardo Silverio (PODE)          | Sargento Delrei (PODE)          | 1.473                                 | 1,03%                                 | Não participou                       | Não participou                       |
|                          | Marcos Novaes (PDT)              | Dra. Vera Antoun (PV)           | 1.388                                 | 0,97%                                 | Não participou                       | Não participou                       |
| Total de votos válidos   | Total de votos válidos           | Total de votos válidos          | 142.814                               | 142.814                               | 117.634                              | 117.634                              |
| Votos apurados           |                                  |                                 |                                       |                                       |                                      |                                      |
| Votos válidos            | Votos válidos                    | Votos válidos                   | 142.814                               | 84,83%                                | 117.634                              | 76,12%                               |
| Votos em branco          | Votos em branco                  | Votos em branco                 | 8.962                                 | 5,32%                                 | 9.058                                | 5,86%                                |
| Votos nulos              | Votos nulos                      | Votos nulos                     | 16.577                                | 9,85%                                 | 27.839                               | 18,02%                               |
| Total de votos apurados  | Total de votos apurados          | Total de votos apurados         | 168.353                               | 168.353                               | 154.531                              | 154.531                              |
| Eleitores                |                                  |                                 |                                       |                                       |                                      |                                      |
| Comparecimentos          | Comparecimentos                  | Comparecimentos                 | 168.353                               | 70,1%                                 | 154.531                              | 64,35%                               |
| Abstenções               | Abstenções                       | Abstenções                      | 71.799                                | 29,9%                                 | 85.621                               | 35,65%                               |
| Total de eleitores aptos | Total de eleitores aptos         | Total de eleitores aptos        | 240.152                               | 240.152                               | 240.152                              | 240.152                              |
| Total de seções: 816     |                                  |                                 |                                       |                                       |                                      |                                      |
| Fontes:                  |                                  |                                 |                                       |                                       |                                      |                                      |

### Composição da Câmara Municipal
|                          |                          |                 |                 |          |    |
| Nº                       | Partido                  | Votos populares | Votos populares | Assentos | ±  |
| Nº                       | Partido                  | Votos           | %               | Assentos | ±  |
| 55                       | PSD                      | 13.636          | 9,32%           | 2        | 2  |
| 27                       | DC                       | 13.280          | 9,08%           | 2        | 2  |
| 22                       | PL                       | 11.271          | 7,7%            | 2        | 2  |
| 15                       | MDB                      | 11.089          | 7,58%           | 1        | 1  |
| 10                       | Republicanos             | 10.947          | 7,48%           | 1        | 1  |
| 20                       | PSC                      | 10.913          | 7,46%           | 1        | 1  |
| 17                       | PSL                      | 9.111           | 6,23%           | 1        | 1  |
| 25                       | DEM                      | 8.307           | 5,68%           | 1        | 1  |
| 40                       | PSB                      | 8.045           | 5,5%            | 1        | 2  |
| 50                       | PSOL                     | 7.336           | 5,01%           | 1        | 1  |
| 28                       | PRTB                     | 7.128           | 4,87%           | 1        | 1  |
| 77                       | Solidariedade            | 6.586           | 4,5%            | 1        | 1  |
| 23                       | Cidadania                | 5.675           | 3,88%           | 0        | -  |
| 90                       | PROS                     | 4.190           | 2,86%           | 0        | -  |
| 30                       | NOVO                     | 3.439           | 2,35%           | 0        | -  |
| 70                       | Avante                   | 3.114           | 2,13%           | 0        | -  |
| 65                       | PCdoB                    | 2.628           | 1,8%            | 0        | -  |
| 19                       | PODE                     | 2.554           | 1,75%           | 0        | -  |
| 18                       | REDE                     | 1.951           | 1,33%           | 0        | -  |
| 45                       | PSDB                     | 1.605           | 1,1%            | 0        | -  |
| 33                       | PMN                      | 1.327           | 0,91%           | 0        | -  |
| 12                       | PDT                      | 980             | 0,67%           | 0        | -  |
| 13                       | PT                       | 568             | 0,39%           | 0        | -  |
| 43                       | PV                       | 436             | 0,3%            | 0        | -  |
| 36                       | PTC                      | 181             | 0,12%           | 0        | -  |
| Total de votos válidos   | Total de votos válidos   | 146.297         | 146.297         | 15       | 15 |
| Votos apurados           |                          |                 |                 | 15       | 15 |
| Total de votos válidos   | Total de votos válidos   | 146.297         | 86,9%           | 15       | 15 |
| Votos em branco          | Votos em branco          | 8.498           | 5,05%           | 15       | 15 |
| Votos nulos              | Votos nulos              | 11.969          | 7,11%           | 15       | 15 |
| Total de votos apurados  | Total de votos apurados  | 168.353         | 168.353         | 15       | 15 |
| Eleitores                |                          |                 |                 | 15       | 15 |
| Comparecimentos          | Comparecimentos          | 168.353         | 70,1%           | 15       | 15 |
| Abstenções               | Abstenções               | 71.799          | 29,9%           | 15       | 15 |
| Total de eleitores aptos | Total de eleitores aptos | 240.152         | 240.152         | 15       | 15 |
| Fontes:                  |                          |                 |                 |          |    |

### Vereadores eleitos
| Candidato(a) | Candidato(a)               | Partido       | Votos | Votos       | Cidade de origem | Unidade federativa/País |
| Candidato(a) | Candidato(a)               | Partido       | Total | Percentagem | Cidade de origem | Unidade federativa/País |
| ------------ | -------------------------- | ------------- | ----- | ----------- | ---------------- | ----------------------- |
|              | Yuri Moura                 | PSOL          | 3.742 | 2,71%       | Petrópolis       | Rio de Janeiro          |
|              | Gilda Beatriz              | PSD           | 2.825 | 2,04%       | Rio de Janeiro   | Rio de Janeiro          |
|              | Jornalista Eduardo do Blog | Republicanos  | 2.776 | 2,01%       | Petrópolis       | Rio de Janeiro          |
|              | Hingo Hammes               | DEM           | 2.617 | 1,89%       | Petrópolis       | Rio de Janeiro          |
|              | Domingos Protetor          | PSC           | 2.560 | 1,85%       | Petrópolis       | Rio de Janeiro          |
|              | Dudu                       | MDB           | 2.526 | 1,83%       | Petrópolis       | Rio de Janeiro          |
|              | Ronaldo Ramos              | PSB           | 2.417 | 1,75%       | Petrópolis       | Rio de Janeiro          |
|              | Paulo Igor                 | DC            | 2.150 | 1,56%       | Petrópolis       | Rio de Janeiro          |
|              | Fred Procópio              | PL            | 2.037 | 1,47%       | Petrópolis       | Rio de Janeiro          |
|              | Marcelo Chitão             | PL            | 1.977 | 1,43%       | Petrópolis       | Rio de Janeiro          |
|              | Marcelo Lessa              | Solidariedade | 1.694 | 1,23%       | Petrópolis       | Rio de Janeiro          |
|              | Octávio Sampaio            | PSL           | 1.531 | 1,11%       | Petrópolis       | Rio de Janeiro          |
|              | Júnior Coruja              | PSD           | 1.446 | 1,05%       | Petrópolis       | Rio de Janeiro          |
|              | Júnior Paixão              | DC            | 1.396 | 1,01%       | Petrópolis       | Rio de Janeiro          |
|              | Dr. Mauro Peralta          | PRTB          | 1.169 | 0,85%       | Petrópolis       | Rio de Janeiro          |
| Fontes:      |                            |               |       |             |                  |                         |